# Fleetwood Town F.C.
Câu lạc bộ bóng đá Fleetwood Town là câu lạc bộ bóng đá của Anh tọa lạc ở Fleetwood, Lancashire. Hiện tại đội bóng đang thi đấu ở League One. Sân nhà của họ là Highbury Stadium ở Fleetwood. Đội bóng đã giành quyền lên chơi ở League One sau trận play-off ở Wembley vào tháng 5 năm 2014, giúp đội bóng có 6 lần thăng hạng chỉ trong vòng 10 năm.

## Đội hình hiện tại
Tính đến 11 tháng 11 năm 2015
Ghi chú: Quốc kỳ chỉ đội tuyển quốc gia được xác định rõ trong điều lệ tư cách FIFA. Các cầu thủ có thể giữ hơn một quốc tịch ngoài FIFA.
| Số | VT | Quốc gia    | Cầu thủ                   |
| -- | -- | ----------- | ------------------------- |
| 1  | TM | Wales       | Chris Maxwell             |
| 2  | HV | Bắc Ireland | Conor McLaughlin          |
| 3  | HV | Anh         | Danny Andrew              |
| 4  | HV | Anh         | Stephen Jordan            |
| 5  | TV | Iceland     | Eggert Jónsson            |
| 6  | HV | Anh         | Nathan Pond (đội trưởng)  |
| 7  | HV | Anh         | Amari'i Bell              |
| 8  | TV | Anh         | Jimmy Ryan                |
| 9  | TĐ | Anh         | Jamie Proctor             |
| 10 | TĐ | Jamaica     | Jamille Matt              |
| 11 | TV | Anh         | Lyle Della-Verde          |
| 12 | TV | Anh         | Tyler Hornby-Forbes       |
| 14 | TĐ | Anh         | Bobby Grant               |
| 15 | HV | Pháp        | Victor Nirennold          |
| 16 | TV | Anh         | Akil Wright               |
| 17 | TĐ | Scotland    | Declan McManus            |
| 18 | TV | Anh         | Antoni Sarcevic (đội phó) |
| 19 | TĐ | Pháp        | Vamara Sanogo             |
| 20 | TV | Anh         | Keano Deacon              |

| Số | VT | Quốc gia | Cầu thủ                                    |
| -- | -- | -------- | ------------------------------------------ |
| 21 | TM | Hoa Kỳ   | Brendan Moore                              |
| 22 | TĐ | Anh      | Ashley Hunter                              |
| 23 | TĐ | Anh      | David Ball                                 |
| 24 | TV | Anh      | Conor Smith                                |
| 26 | TV | Anh      | Harvey Hodd                                |
| 27 | TV | Anh      | Nick Haughton                              |
| 28 | TĐ | Anh      | Jack Sowerby                               |
| 29 | TĐ | Anh      | Eddie Dsane                                |
| 30 | TV | Anh      | Gary Lavery                                |
| 32 | HV | Anh      | Matty Williams                             |
| 33 | HV | Anh      | Keir Dickson                               |
| 34 | TV | Anh      | Kieran Dunbar                              |
| 35 | HV | Anh      | Bradley Roscoe                             |
| 39 | TV | Anh      | Tarique Fosu (cho mượn từ Reading)         |
| 40 | TM | Hoa Kỳ   | Aleksandar Gogić                           |
| 41 | TM | Anh      | Andreas Arestidou                          |
| 45 | TĐ | Bỉ       | David Henen (cho mượn từ Everton)          |
| 46 | HV | Slovakia | Dionatan Teixeira (cho mượn từ Stoke City) |
| 47 | HV | Anh      | Joe Davis (cho mượn từ Leicester City)     |

### Cho mượn
Ghi chú: Quốc kỳ chỉ đội tuyển quốc gia được xác định rõ trong điều lệ tư cách FIFA. Các cầu thủ có thể giữ hơn một quốc tịch ngoài FIFA.
| Số | VT | Quốc gia | Cầu thủ                      |
| -- | -- | -------- | ---------------------------- |
| 25 | HV | Anh      | Max Cartwright (tại Chorley) |

| Số | VT | Quốc gia | Cầu thủ                  |
| -- | -- | -------- | ------------------------ |
| 31 | TM | Anh      | Joe Taylor (tại Silsden) |